# Redenção (tiểu vùng)
Redenção là một tiểu vùng thuộc bang Pará, Brasil. Tiều vùng này có diện tích 21269 km², dân số năm 2007 là 166230 người.